# Anne-Dorothée de Hohenlohe-Waldenbourg
Anne-Dorothée de Hohenlohe-Waldenbourg -en allemand Anna Dorothea Christina von Hohenlohe-Waldenburg- (Waldenbourg, Allemagne, 22 février 1656 - château de Schönberg, 28 octobre 1724) est la fille du comte Philippe-Godfried de Hohenlohe-Waldenbourg (1618 - 1679) et d'Anne-Christine de Limpourg-Sontheim (1618 - 1685). 

## Mariage et descendance
Le 3 novembre 1671, elle se marie à Waldenbourg avec Georges-Albert II d'Erbach-Fürstenau (1648 - 1717), fils du comte Georges-Albert Ier d'Erbach-Schönberg (1597 - 1647) et de la comtesse Elisabeth Dorothée de Hohenlohe-Waldenbourg-Schillingsfürst (1617 - 1655). Le couple a 13 enfants :
- Christine (1673-1732) ;
- Philippe-Henri (1676-1676) ;
- Philippe-Charles d'Erbach-Fürstenau (1677-1736), qui épouse Charlotte-Amélie de Kunowitz (1677-1722) ;
- Dorothée Elisabeth (1679-?) ;
- Charles Guillaume (1680-1714) ;
- Frédéric (1681-1709) ;
- Frédérique Albertine (1683-1709) ;
- un fils mort-né 1685 ;
- Georges Guillaume (1686-1757) ;
- Georges Albert (1687-1706) ;
- Henriette-Julienne (1689-1718) ;
- Georges-Auguste d'Erbach-Schönberg (1691-1758), qui a épousé Ferdinande-Henriette de Stolberg-Gedern (1699-1750) ;
- Christian Charles (1694-1701).